# Przechowywanie informacji
Przechowywanie informacji jest jednym z trzech podstawowych procesów pamięciowych obok zapamiętywania i zapominania, rozróżnianych w klasycznym podejściu psychologicznym. Podział ten jest nieadekwatny do dzisiejszej wiedzy z zakresu psychologii poznawczej. Wyróżnia się więcej faz procesu pamięciowego, w których "przechowywanie informacji" nie ma ściśle sprecyzowanego znaczenia i może dotyczyć zarówno "kodowania informacji" jak ich "rekodowania" w pamięci, a także klasycznego przechowywania tych informacji. Niniejszy artykuł dotyczy tego ostatniego zjawiska.
Za przechowywanie informacji w pamięci odpowiedzialne są komórki nerwowe w mózgu. Pamięć człowieka magazynuje informacje w różnych systemach pamięciowych (np. pamięć krótkotrwała, pamięć długotrwała i jej podsystemy). Trwałe przechowywanie informacji związane jest z chemicznymi i strukturalnymi zmianami w mózgu. Proces ten nie jest całkowicie wyjaśniony.

## Przechowywanie informacji przez komórki nerwowe w mózgu
Komórki nerwowe przechowują informacje na bazie przynajmniej dwóch procesów neurologicznych. 

### Obwody pamięciowe
Zwykle przekazanie impulsu nerwowego z jednej komórki nerwowej do następnej zachodzi w następujący sposób: Impuls elektryczny przekazywany przez neuron dociera do kolby synaptycznej neurytu. Zawiera ona związki chemiczne, które pod wpływem tego bodźca uwalniane są do szczeliny synaptycznej i następnie są absorbowane przez błonę dendrytu kolejnej komórki nerwowej. W wyniku tej absorpcji następuje depolaryzacja błony komórkowej dendrytu i pojawienie się impulsu elektrycznego, przekazywanego dalej przez kolejny neuron. 
Jedna z teorii mówi, że nowa informacja, przekazywana przez komórkę nerwową zostaje zmagazynowana w pamięci długotrwałej (LTM) pod warunkiem, że w szczelinie synaptycznej zajdą jednocześnie dwa procesy: w błonie presynaptycznej uwolniony zostanie specyficzny neurotransmiter – glutaminian zaś neuron odbierający informacje zareaguje z odpowiednią siłą. Te dwa warunki sprawiają, że neurotransmiter aktywuje specyficzny receptor w błonie postsynaptycznej. Ten receptor to N-metylo-D-asparaginian (inaczej NMDA). Dzięki jego aktywacji znacznie obniża się próg wrażliwości neuronu odbierającego informację, co sprawia, że kolejnym razem wystarczy uwolnienie znacznie mniejszej ilości neuroprzekaźnika z błony presynaptycznej aby go pobudzić. 
W tym momencie mówi się o długotrwałym wzmocnieniu synaptycznym: następuje znaczne wzmocnienie połączeń między tymi dwoma neuronami. Zgodnie z tą teorią przechowywanie przez układ nerwowy informacji zależy od tego, jakie połączenia między neuronami są w ten sposób modyfikowane. Pod wpływem omówionego procesu tworzą się sieci neuronowe, których rolą jest przechowywanie odpowiednich danych w pamięci. Zgodnie z tą teorią przechowywanie śladu pamięciowego jest procesem neurologicznym, podczas którego zachodzą strukturalne zmiany w neuronach i pojawiają się specyficzne obwody nerwowe. Rozerwanie tej sieci sprawia, że mózg zapomina.

### Konsolidacja
Istnieją także inne procesy, które prawdopodobnie są odpowiedzialne za przechowywanie śladów pamięciowych. Neurony pobudzane przez pewien czas w ten sam sposób zmieniają się pod względem chemicznym (wytwarzają np. kwasy rybonukleinowe i białka). Zwykle neuron przekazuje podobny wzór impulsu, jaki do niego dociera (impulsy nerwowe, dochodzące do komórki nerwowej, są przetwarzane i przekazywane w postaci przetworzonej. Np. jeśli neuron zostanie pobudzony przez inny neuron i w tym samym momencie hamowany przez dwa kolejne neurony, to o tym, jak zareaguje decyduje suma i siła bodźców wejściowych). Jednak po zajściu odpowiednich zmian chemicznych, pobudzony neuron przekazuje dalej wyładowania, które charakterystyczne są dla zmian chemicznych, jakie następują w trakcie tego procesu. Neuron ponownie pobudzony przez nowy impuls, zareaguje zgodnie ze wzorem jaki zakodował podczas wytwarzania odpowiednich związków chemicznych. Można powiedzieć, że komórka nerwowa "zakodowała" lub "zapamiętała" pierwotny wzór wyładowań w postaci związku chemicznego. To zjawisko jest jednym z możliwych, które tłumaczą proces konsolidacji.
Początkowo informacja w LTM przechowywana jest w pamięci dynamicznej. Za przechowywanie informacji w tej postaci odpowiedzialna jest odpowiednia struktura neuronów w mózgu. Po upływie pewnego czasu i zmianach chemicznych, jakie zachodzą w neuronach pod wpływem przenoszenia podobnych impulsów elektrycznych zajść może proces konsolidacji, w wyniku którego informacje w pamięci długotrwałej przechowywane są w postaci strukturalnej i chemicznej. Pewną analogią może tu być porównanie do działania komputera: informacje mogą być przechowywane w pamięci roboczej (RAM) – konieczny jest ciągły dowóz energii, a przy odcięciu prądu informacje są utracone. Jednak dane mogą być także zapisane trwale na twardym dysku, w związku z tym po wyłączeniu komputera i ponownym jego włączeniu informacje są możliwe do odtworzenia.

### Fizyczne zmiany w mózgu
Jedna z teorii głosi, że pamięć długotrwała może być związana z ilością nowych synaps, które pojawiają się podczas procesu zapamiętywania. Zmiany te teoretycznie mogłyby być zaobserwowane np. pod mikroskopem. Jest to jednak szczególnie trudne, bowiem wymaga obserwowania żywych komórek, które na bieżąco reagują na bodźce.
W pamięci krótkotrwałej przechowywanie informacji związane jest z aktywnością elektryczną komórek nerwowych i tworzeniem odpowiednich struktur między neuronami. W pamięci długotrwałej przechowywanie informacji związane jest prawdopodobnie ze zmianami chemicznymi i strukturalnymi komórek nerwowych.